# Rugby Europe U19 Championship 2011
El Rugby Europe U19 Championship del 2011 se disputó en Rumania y fue la quinta edición del torneo en categoría M19.
El campeón del torneo fue Georgia, quien clasificó al Trofeo Mundial de Rugby Juvenil 2012.

## Equipos participantes
- Selección juvenil de rugby de Bélgica
- Selección juvenil de rugby de España
- Selección juvenil de rugby de Georgia
- Selección juvenil de rugby de Países Bajos
- Selección juvenil de rugby de Portugal
- Selección juvenil de rugby de Rumania
- Selección juvenil de rugby de Rusia
- Selección juvenil de rugby de Suiza

## Posiciones

### Cuartos de final
- Los perdedores avanzan a la copa de plata

| 30 de octubre | Rumania | 32 - 17 | Portugal |  |  |

| 30 de octubre | Georgia | 50 - 0 | Suiza |  |  |

| 30 de octubre | Rusia | 15 - 8 | España |  |  |

| 30 de octubre | Países Bajos | 10 - 7 | Bélgica |  |  |

### Semifinal de Plata
| 2 de noviembre | España | 7 - 7 | Bélgica |  |  |

| 2 de noviembre | Portugal | 71 - 7 | Suiza |  |  |

### Semifinales Campeonato
| 2 de noviembre | Rumania | 8 - 24 | Georgia |  |  |

| 2 de noviembre | Rusia | 45 - 8 | Países Bajos |  |  |

### Séptimo puesto
| 5 de noviembre | Bélgica | 40 - 6 | Suiza |  |  |

### Quinto puesto
| 5 de noviembre | España | 26 - 15 | Portugal |  |  |

### Tercer puesto
| 5 de noviembre | Rumania | 59 - 18 | Países Bajos |  |  |

### Final
| 5 de noviembre | Georgia | 20 - 12 | Rusia |  |  |

| Bandera de Georgia |
| Campeón Georgia    |
| Segundo título     |